# Williams FW10
La Williams FW10 è una Monoposto di Formula 1 utilizzata dalla scuderia Williams F1 per il Campionato mondiale di Formula 1 1985.
Nella parte finale della stagione il team introdusse una versione aggiornata della vettura denominata FW10B.

## Progetto

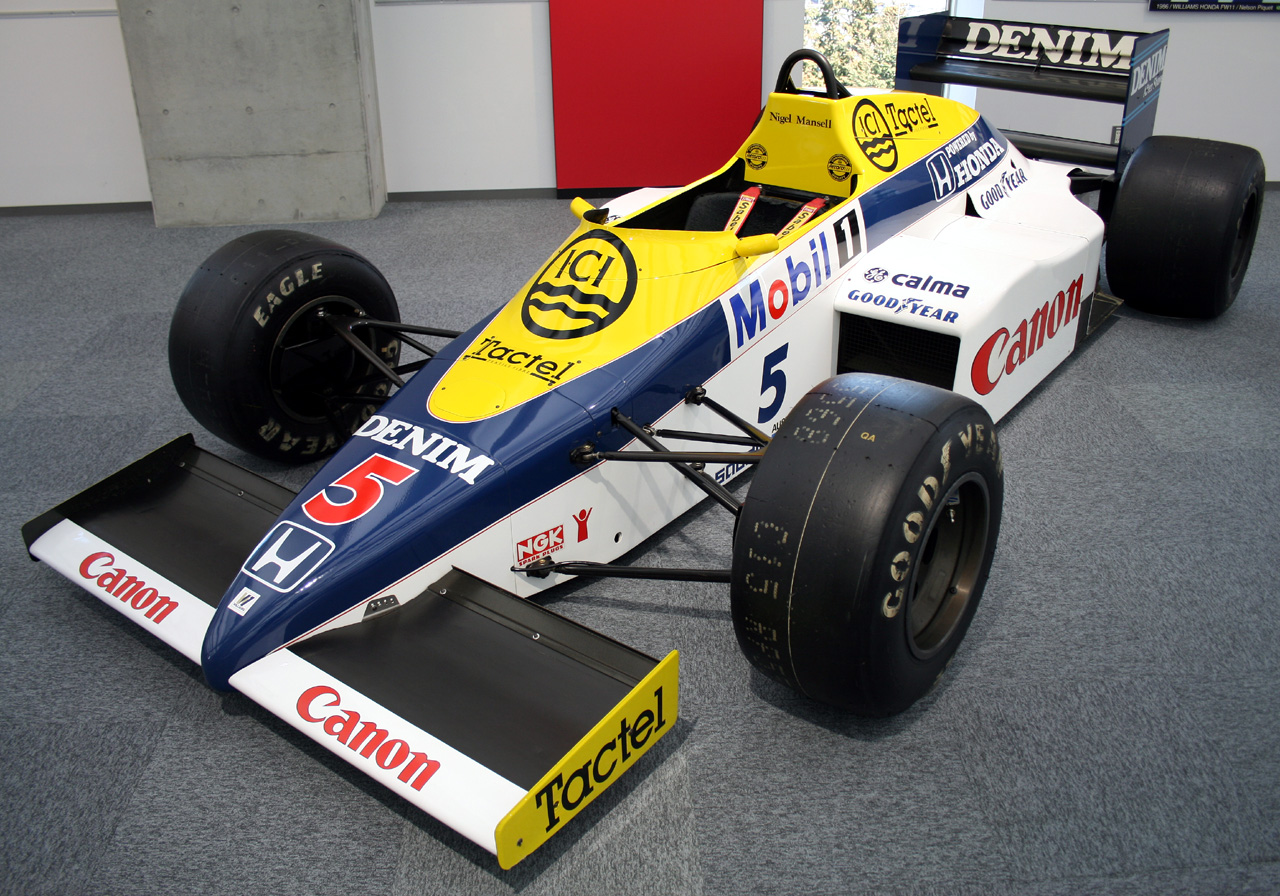
Williams FW10 in mostra alla Honda Collection Hall in Giappone.

Il 1985 rappresenta la seconda stagione completa nella quale la Honda ha fornito alla scuderia di Frank Williams i suoi potenti propulsori sovralimentati.
La stagione 1984 era stata molto difficile poiché il telaio della Williams FW09 faticava a sorreggere l'enorme potenza del motore provocando problemi di guidabilità che hanno afflitto i piloti Keke Rosberg e Jacques Laffite per tutto il campionato.
Il direttore tecnico Patrick Head decise allora di rendere la FW10 più rigida costruendo una monoscocca interamente in fibra di carbonio, al posto dell'alluminio utilizzato negli anni precedenti.
Questa tecnica costruttiva, introdotta per la prima volta dalla McLaren con la sua McLaren MP4/1 nel 1981, era stata adottata man mano da tutte le squadre in considerazione degli indubbi vantaggi dal punto di vista della leggerezza e della rigidità.
In totale, furono costruiti nove telai FW10; uno fu spedito in Giappone ed utilizzato dal collaudatore della Honda Satoru Nakajima, e un altro fu un prototipo utilizzato per prove del processo costruttivo.
Durante la stagione 1985, due telai furono seriamente danneggiati in incidenti: il primo quando Nigel Mansell andò a sbattere contro le barriere a Detroit, il secondo quando l'inglese urtò duramente al Paul Ricard a causa di una foratura ad oltre 320 km/h, segnando il record per l'urto a velocità più elevata in Formula 1.
Il motore Honda dimostrò di essere estremamente potente (con una potenza stimata di 1000-1250 CV in configurazione da qualifica e di circa 900 CV in configurazione da gara) ma non così affidabile da permettere alla Williams di lottare per il titolo con la McLaren MP4/2B equipaggiata con il motore V6 turbo TAG-Porsche di Alain Prost.

## Carriera agonistica
Il team fu protagonista di una stagione molto più positiva dei precedenti due anni, vincendo quattro gare e conquistando il terzo posto nel Mondiale Costruttori.
Durante la prima parte della stagione le vetture furono equipaggiate con evoluzioni del motore della precedente stagione.
La Honda introdusse un nuovo motore a Detroit e immediatamente si registrò un salto di qualità.
Rosberg trionfò a Detroit, mentre successivi sviluppi del motore nelle ultime gare della stagione permisero alla FW10 di vincere le ultime tre corse in calendario consentendo una rimonta sulla Lotus fino alla terza posizione in campionato dietro McLaren e Ferrari.
Mansell, giunto in Williams proveniente dalla Lotus all'inizio dell'anno, vinse il suo primo Gran Premio a Brands Hatch, e bissò con un'altra vittoria nella gara successiva a Kyalami.
Dopo aver vinto a Detroit, Rosberg successivamente vinse l'ultima gara della stagione ad Adelaide.
Comunque, l'affidabilità della vettura non fu mai ottimale e la FW10 dimostrò difficoltà in condizioni di umido (Estoril) ed in circuiti tortuosi (Montecarlo).
Durante le qualificazioni per il Gran Premio di Gran Bretagna 1985 a Silverstone, Keke Rosberg percorse i 4.719 km del tracciato alla guida della sua FW10 con il tempo di 1:05.591 per una media di 258.9 km/h.

## Curiosità
Autocourse a fine stagione classificò la FW10 come la terza miglior vettura della stagione 1985 alle spalle della Lotus 97T e della McLaren MP4/2; la macchina vinse il premio di "Auto dell'Anno" assegnato dalla rivista Autosport.
La FW10 rappresentò il punto di partenza per le importanti evoluzioni del 1986 e 1987 nelle quali la Williams FW11 con il suo motore Honda divenne la vettura da battere in pista.
Dopo molti anni in cui la Williams presentò in pista una colorazione bianco-verde, nel 1985 per la prima volta il team propose la tipica livrea Giallo-Blue-bianco che divenne un marchio di fabbrica fino alla stagione 1993 accompagnando la squadra in un periodo di grandi successi (tre mondiali piloti e quattro mondiali costruttori).
Nella seconda metà di stagione Mansell adottò sul musetto delle proprie vetture il n.5 colorato di rosso (contrariamente agli inizi di stagione, in cui era colorato di bianco). Questo particolare nel tempo sarebbe diventato il "simbolo" del grande pilota inglese, tanto da accompagnarlo anche in competizioni diverse dalla Formula 1.

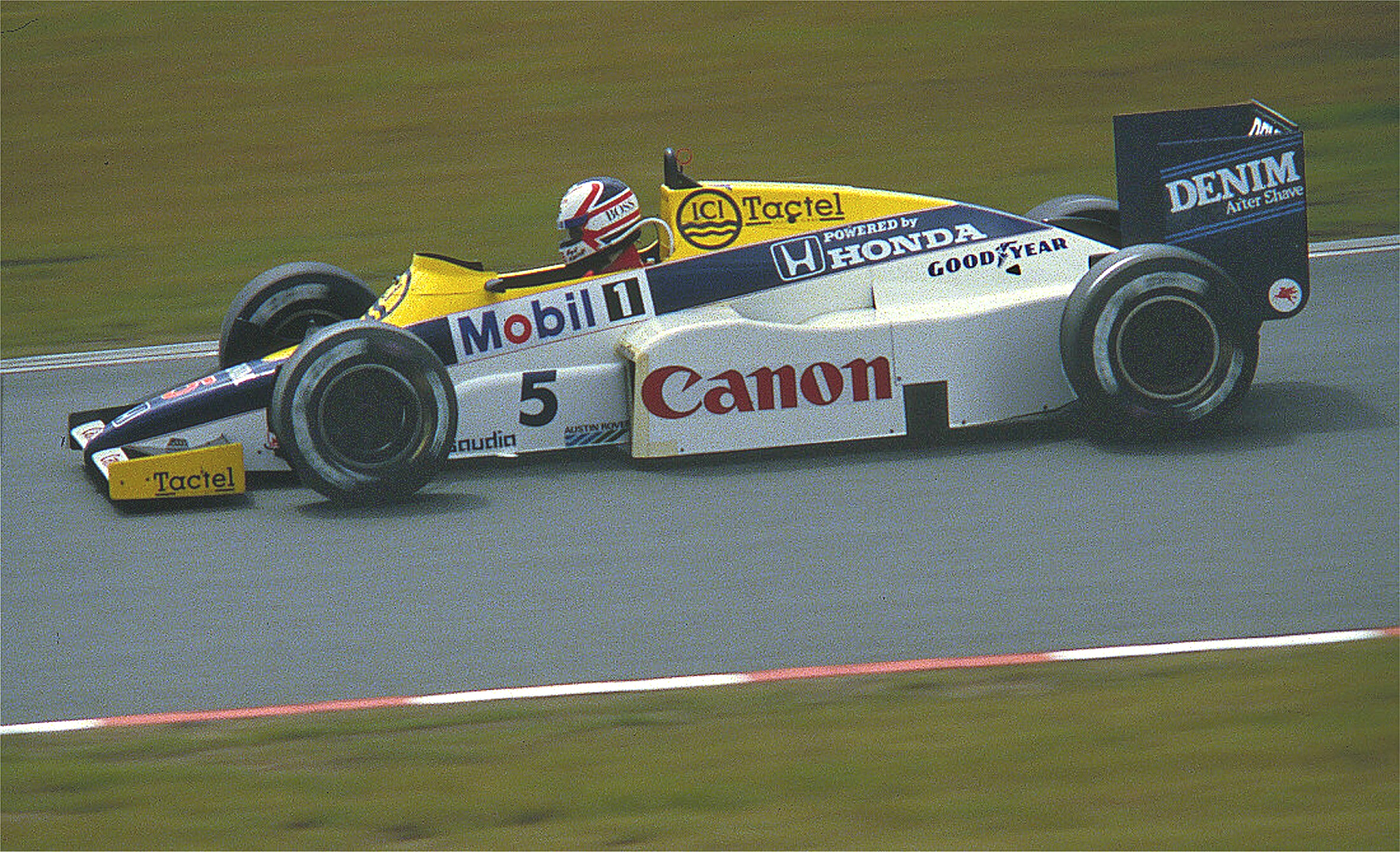
Nigel Mansell al volante della FW10 al Gran Premio di Germania 1985, gara in cui concluse sesto.
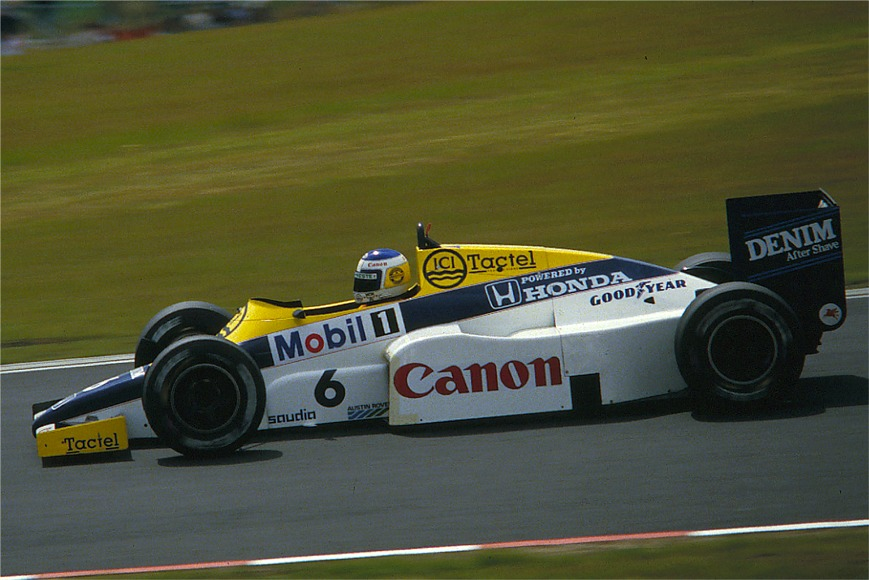
Keke Rosberg al volante della FW10 al Gran Premio di Germania in cui terminò in dodicesima posizione.

## Scheda tecnica Williams FW10
Motore
- Honda RA 163-E biturbo 1490 cm³, posteriore centrale longitudinale
- 6 cilindri a V di 80°
- distribuzione bialbero a camme in testa per fila di cilindri
- 24 valvole
- 4 valvole per cilindro, 2 di aspirazione, 2 di scarico
- raffreddato ad acqua
- lubrificazione a carter secco
- potenza massima in gara circa 800 CV a 12000 giri/minuto (Config. Gara)

Trasmissione
- trazione posteriore
- frizione multidisco
- cambio Williams / Hewland meccanico manuale, a 6 marce+retromarcia

Autotelaio
- monoscocca in fibra di carbonio
- sospensione anteriore a ruote indipendenti, quadrilateri deformabili, comando molleggio a puntone o "push-rod"
- sospensione posteriore a ruote indipendenti, quadrilateri deformabili, comando molleggio a tirante o "pull-rod"
- 4 freni a disco AP in carbonio
- sterzo a pignone e cremagliera
- serbatoio carburante 220 litri
- pneumatici anteriori Good Year 25.10-13"
- pneumatici posteriori Good Year 26.15-13"

Dimensioni e peso
- passo 2794 mm
- carreggiata anteriore 1803 mm
- carreggiata posteriore 1651 mm
- peso 545 kg

## Tabella riassuntiva dei risultati
| Anno | Team           | Motore              | Gomme | Piloti        | 1   | 2   | 3   | 4   | 5   | 6   | 7   | 8   | 9   | 10  | 11  | 12  | 13  | 14  | 15  | 16  | Punti | Piazzamento |
| ---- | -------------- | ------------------- | ----- | ------------- | --- | --- | --- | --- | --- | --- | --- | --- | --- | --- | --- | --- | --- | --- | --- | --- | ----- | ----------- |
| 1985 | Canon Williams | Honda RA163-E V6 tc | G     |               | BRA | POR | SMR | MON | CAN | USA | FRA | GBR | GER | AUT | NED | ITA | BEL | EUR | RSA | AUS | 71    | 3°          |
| 1985 | Canon Williams | Honda RA163-E V6 tc | G     | Nigel Mansell | Rit | 5   | 5   | 7   | 6   | Rit | DNS | Rit | 6   | Rit | 6   | 11  | 2   | 1   | 1   | Rit | 71    | 3°          |
| 1985 | Canon Williams | Honda RA163-E V6 tc | G     | Keke Rosberg  | Rit | Rit | Rit | 8   | 4   | 1   | 2   | Rit | 12  | Rit | Rit | Rit | 4   | 3   | 2   | 1   | 71    | 3°          |

| Legenda           | Legenda  | Legenda       | Legenda     | Legenda                   | Legenda                       | Legenda      | Legenda         |
| ----------------- | -------- | ------------- | ----------- | ------------------------- | ----------------------------- | ------------ | --------------- |
| SQ = Squalificato | Vittoria | Secondo posto | Terzo posto | Piazzamento in zona punti | Piazzamento non in zona punti | Rit = ritiro | DNS=Non partito |

(in grassetto sono indicate le pole position, in corsivo i giri veloci)